# گمینا اوستروویته
گمینا اوستروویته (به لهستانی:  Gmina Ostrowite) یک گمینا در لهستان است که در شهرستان سووپتسا واقع شده‌است. گمینا اوستروویته ۱۰۴٫۱ کیلومتر مربع مساحت و ۵٬۰۶۹ نفر جمعیت دارد.